# Seester
Seester (udtalt "sister") er en by og en kommune i det nordlige Tyskland, beliggende i Amt Elmshorn-Land under Kreis Pinneberg. Kreis Pinneberg ligger i den sydlige del af delstaten Slesvig-Holsten.

## Geografi
Kommunen Seester ligger ved vandløbet Krückau mellem Elmshorn og Seestermühe i Elbmarsken, mere præcist i Seestermüher Marsch. Kommunen grænser til Elmshorn, Klein Nordende, Groß Nordende, Neuendeich og Seestermühe, samt på Krückau den modsatte side af til Neuendorf og Raa-Besenbek.